# アメリア 永遠の翼
『アメリア 永遠の翼』（アメリア えいえんのつばさ、原題: Amelia）は、2009年公開のアメリカ合衆国の伝記映画。大西洋横断を果たした女性初の飛行士・アメリア・イアハートの生涯を描く。
脚本はイアハートに関する書籍『East To The Dawn: The Life of Amelia Earhart』（スーザン・バトラー著）と『The Sound of Wings: The Life of Amelia Earhart』（メアリー・S・ラヴェル著）に基づいている。

## キャスト
※括弧内は日本語吹替
- アメリア・イアハート - ヒラリー・スワンク（朴璐美）： 女性飛行士。大西洋横断を果たした初の女性。
- ジョージ・パットナム（英語版） - リチャード・ギア（安原義人）： 出版者。アメリアの夫。
- ジーン・ヴィダル（英語版） - ユアン・マクレガー（森川智之）： 飛行士。
- フレッド・ヌーナン（英語版） - クリストファー・エクルストン（清水明彦）： ナビゲーター。
- エリノア・スミス（英語版） - ミア・ワシコウスカ（白石涼子）： 女性飛行士。
- ゴア・ヴィダル - ウィリアム・カディ（羽飼まり）： ジーンの息子。後に有名作家に。

日本語吹替版
- その他の日本語吹替

糸博、西村知道、森功至、田原アルノ、小室正幸、吉沢希梨、大原康裕、丸山壮史、御友公喜、山口太郎、外谷勝由、喜山茂雄、岡哲也、片貝薫、中司ゆう花、瑚海みどり、安芸けい子
- 演出：中野洋志
- 翻訳：栗原とみ子
- 調整：山本洋平
- 制作：ACクリエイト